# Bahn Extra
Bahn Extra ist eine deutsche Zeitschrift zum Thema Eisenbahn die mit einer zweimonatlichen Auflage in knapp 15.000 Exemplaren erscheint. Verantwortlicher Redakteur ist Thomas Hanna-Daoud, Chefredakteur ist Florian Dürr.
Das Magazin erschien erstmals 1990 im GeraMond Verlag, einem ursprünglich für Publikationen rund um Schienenfahrzeuge gegründeten Fachverlag. Nach dem Ausstieg von einem der Firmengründer, Rolf Wesemann, der auch den Freiburger EK-Verlag ins Leben gerufen hatte, kam Bahn Extra zwischen 1991 und 2004 im GeraNova Zeitschriftenverlag heraus. Zu diesem Unternehmen gehörte auch noch GeraMond als Verlagsmarke für Fachpublikationen. Ab Juli 2006 änderte sich die Situation erneut. Damals firmierte der GeraNova Zeitschriftenverlag zum GeraMond Verlag um.

## Inhalt
Das Magazin stellt Epochen deutscher Eisenbahngeschichte, verschiedene Bahn-Regionen, Lokomotivtechnik und aktuelle Reisetipps für Bahn-Freunde in den Mittelpunkt.
Jede Ausgabe widmet sich einem speziellen Thema. Zum Jahresanfang erscheint ein Bahn-Jahrbuch, welches jeweils einen Überblick über das vergangene Jahr und einen Ausblick auf das neue bietet.